# 3632 Grachevka
A 3632 Grachevka (ideiglenes jelöléssel 1976 SJ4) a Naprendszer kisbolygóövében található aszteroida. Nyikolaj Sztyepanovics Csernih fedezte fel 1976. szeptember 24-én.